# Filmjölk
Filmjölk (ook bekend als fil) is een variant op de traditionele surmjölk uit Scandinavië. De yoghurt lijkt op klassieke yoghurt, maar wordt bereid met andere micro-organismen en heeft een iets andere smaak en structuur. Ook bevat het probiotica. Het melkzuur geeft filmjölk een zure smaak en doet de proteïnen in de melk, voornamelijk caseïne, coaguleren, met een ingedikte yoghurt als resultaat. De bacteriën produceren ook een kleine hoeveelheid diacetyl, dat bijdraagt aan de smaak.
In de Scandinavische landen wordt filmjölk vaak gegeten tijdens het ontbijt of als snack. De yoghurt is ook populair in de Letse keuken, waar het rūgušpiens, rūgtpiens (gefermenteerde melk) wordt genoemd. Filmjölk werd geïntroduceerd op de Zweedse markt door de zuivelcoöperatie Arla Foods in 1931. De eerste commerciële filmjölk was gearomatiseerd en bevatte 3% melkvet.